# Бринський Остап Богданович
Оста́п Богда́нович Бри́нський (1987—2023) — військовослужбовець Збройних сил України, учасник російсько-української війни, що загинув у ході російського вторгнення в Україну беручи участь у бою за Бахмут.

## Життєпис
Народився 30 липня 1987 в місті Івано-Франківськ. Навчався в Українській гімназії №1.
У 2008 році закінчив бакалаврську програму «Філософія» Факультету гуманітарних наук Києво-Могилянської академії . був спостерігачем за виборами з 2010 року від громадянської мережі ОПОРА. Був учасником Революції гідності. Коли розпочалася війна 2014 року, поривався на фронт, ходив кілька разів до військкомату, але тоді його не взяли.
Працював аналітиком Благодійного фонду «Пацієнти України». Фахівець з публічних закупівель у сфері охорони здоров'я. Раніше працював аналітиком у Центрі «Антикорупційна платформа», регіональним координатором з медичних закупівель у мережі DOZORRO. Працював в компанії «Агенція відновлення та розвитку», згодом став її керівником.
У Франківську, куди в перші дні березня родина Бринських виїхала з Києва, Остап одразу записався до тероборони, а згодом добровольцем вирушив на фронт. Спочатку Остап в рядах Державної прикордонної служби стояв на варті українського кордону на півночі, а згодом потрапив на схід, а точніше — у Бахмут, одну з найгарячіших точок на фронті. Молодший сержант 94-го прикордонного загону ДПСУ. Виконував бойові завдання у складі 3ОШБр.
Батьки Остапа — відомі митці Богдан та Оксана Бринські. Його брат також воює на фронті.

## Сім'я
Батько Богдан Бринський — художник, в листопад 2023 організував Всеукраїнський пленер художників в Ворохті в пам'ять про Остапа
Мати Оксана Бринська
Брат Тарас Бринський
Дружина Младена Качурець — ексзаступниця міністра охорони здоров'я 
Донька Соломія

## Загибель
Загинув 19 серпня 2023 у бою під Бахмутом від мінометного обстрілу, на війні перебував 14 місяців. Уламок від снаряду змусив його серце зупинитися. Похорон відбувся 24 серпня в місті Івано-Франківськ. Поховали Остапа Бринського в рідному Івано-Франківську, на території меморіального комплексу «Дем'янів Лаз».

## Нагороди
- 12.10.2023 нагороджений відзнакою міського голови м. Івано-Франківська «За честь і звитягу» (посмертно)[7].

- Нагороджений орденом «За мужність» III ступеня посмертно 23 лютого 2024[8].